# Cherry Valley (Nova York)
Cherry Valley és una població dels Estats Units a l'estat de Nova York. Segons el cens del 2000 tenia 592 habitants.

## Demografia
Segons el cens del 2000, Cherry Valley tenia 592 habitants, 237 habitatges, i 159 famílies. La densitat de població era de 401 habitants/km².
Dels 237 habitatges en un 29,5% hi vivien nens de menys de 18 anys, en un 51,9% hi vivien parelles casades, en un 12,7% dones solteres, i en un 32,5% no eren unitats familiars. En el 28,3% dels habitatges hi vivien persones soles el 12,7% de les quals corresponia a persones de 65 anys o més que vivien soles. El nombre mitjà de persones vivint en cada habitatge era de 2,5 i el nombre mitjà de persones que vivien en cada família era de 3,08.
Per edats la població es repartia de la següent manera: un 25% tenia menys de 18 anys, un 7,1% entre 18 i 24, un 24,8% entre 25 i 44, un 26,4% de 45 a 60 i un 16,7% 65 anys o més.
L'edat mediana era de 41 anys. Per cada 100 dones de 18 o més anys hi havia 81,2 homes.
La renda mediana per habitatge era de 35.375 $ i la renda mediana per família de 41.375 $. Els homes tenien una renda mediana de 27.083 $ mentre que les dones 20.104 $. La renda per capita de la població era de 15.808 $. Entorn del 9,8% de les famílies i el 13,3% de la població estaven per davall del llindar de pobresa.